# A magyar labdarúgó-válogatott mérkőzései 1963-ban
A magyar labdarúgó-válogatottnak 1963-ban kilenc találkozója volt. Ebből három Eb-selejtező, egy Wales, kettő pedig az NDK ellen. A májusi Dánia elleni találkozón Sipos Ferenc ötvenhetedszer játszott a válogatottban megszakítás nélkül! 1957. szeptember 15-én Bulgária ellen lépett először pályára, és azóta egyetlen mérkőzést sem hagyott ki. Ilyen sorozattal egyetlen labdarúgó sem dicsekedhet a világon. A következő mérkőzésen sérülés miatt nem játszhatott. Ez a találkozó pedig éppen a világbajnoki ezüstérmes Csehszlovákia ellen volt Prágában, a magyar csapatból hiányzott még Albert, Sándor, Göröcs és Solymosi. A 2–2-es döntetlen egy győzelemmel ért fel ilyen körülmények között.
Szövetségi kapitány:
- Baróti Lajos

## Eredmények
398. mérkőzés – NEK-selejtező
| 1963. március 20. |

| Wales                   | 1–1             | Magyarország         |
| ----------------------- | --------------- | -------------------- |
| C. Jonas 25' (11-esből) | (1–0) Részletek | Tichy 73' (11-esből) |

| Ninian Park, Cardiff Nézőszám: 40 000 Játékvezető: Sammy Spillane (IRL) |

nem hivatalos mérkőzés – olimpiai selejtező
| 1963. május 4. |

| Magyarország          | 4–0             | Svédország |
| --------------------- | --------------- | ---------- |
| Bene Palotai Povázsai | (0–0) Részletek |            |

| Népstadion, Budapest Nézőszám: 10 000 Játékvezető: Friedrich Mayer |

399. mérkőzés
| 1963. május 5. |

| Svédország         | 2–1             | Magyarország |
| ------------------ | --------------- | ------------ |
| Mild 10' Brodd 76' | (1–0) Részletek | Albert 71'   |

| Råsunda Stadion, Stockholm Nézőszám: 20 000 Játékvezető: Johannes Malka (FRG) |

400. mérkőzés
| 1963. május 19. |

| Magyarország                                                            | 6–0             | Dánia |
| ----------------------------------------------------------------------- | --------------- | ----- |
| Göröcs 4' Fenyvesi 17' Monostori 53' Albert 75' Rákosi 79' Solymosi 83' | (2–0) Részletek |       |

| Népstadion, Budapest Nézőszám: 45 000 Játékvezető: Werner Treichel (FRG) |

401. mérkőzés
| 1963. június 2. |

| Csehszlovákia           | 2–2             | Magyarország         |
| ----------------------- | --------------- | -------------------- |
| Scherer 22' Kvasnák 80' | (1–0) Részletek | Tichy 64' Machos 66' |

| Strahov Stadion, Prága Nézőszám: 32 000 Játékvezető: Pieter Paulus Roomer (NED) |

402. mérkőzés
| 1963. szeptember 21. |

| Szovjetunió   | 1–1             | Magyarország |
| ------------- | --------------- | ------------ |
| V. Ivanov 69' | (0–0) Részletek | Machos 76'   |

| Lenin-stadion, Moszkva Nézőszám: 85 000 Játékvezető: Antero Lartola (FIN) |

403. mérkőzés
| 1963. október 6. |

| Jugoszlávia                 | 2–0             | Magyarország |
| --------------------------- | --------------- | ------------ |
| Skoblar 12' Szamadzsics 27' | (2–0) Részletek |              |

| JNA-stadion, Belgrád Nézőszám: 65 000 Játékvezető: Alfred Haberfellner (AUT) |

404. mérkőzés – NEK-selejtező
| 1963. október 19. |

| NDK         | 1–2             | Magyarország        |
| ----------- | --------------- | ------------------- |
| Nöldner 50' | (0–1) Részletek | Bene 17' Rákosi 90' |

| Walter-Ulbricht-Stadion, Berlin Nézőszám: 60 000 Játékvezető: Pjotr Andrejevics Belov (URS) |

405. mérkőzés
| 1963. október 27. |

| Magyarország          | 2–1             | Ausztria     |
| --------------------- | --------------- | ------------ |
| Albert 15' Sándor 29' | (2–0) Részletek | Viehböck 79' |

| Népstadion, Budapest Nézőszám: 70 000 Játékvezető: Pierre Schwinte (FRA) |

406. mérkőzés – NEK-selejtező
| 1963. november 3. |

| Magyarország                               | 3–3             | NDK                              |
| ------------------------------------------ | --------------- | -------------------------------- |
| Bene 8' Sándor 17' Solymosi 50' (11-esből) | (2–2) Részletek | Heine 14' R. Ducke 25' Erler 81' |

| Népstadion, Budapest Nézőszám: 40 000 Játékvezető: Borče Nedelkovski (YUG) |